# Eleccions locals unificades del Japó de 1951
Les eleccions locals unificades del Japó de 1951 (第2回統一地方選挙 dai-nikai tōitsu chihō senkyo van ser unes eleccions de caràcter local que se celebraren al Japó en abril de 1951 per elegir a governadors, alcaldes, diputats prefecturals i membres dels consells municipals. Aquestes eleccions van ser les segones eleccions locals democràtiques de la història del Japó. El partit triomfador d'aquests comicis va ser el Partit Liberal de Shigeru Yoshida, tant en vots com en diputats i governadors electes.

## Resultats

### Governadors prefecturals
| Prefectura | Governador antic   | Partit | Partit                     | Governador electe  | Partit | Partit                     |
| ---------- | ------------------ | ------ | -------------------------- | ------------------ | ------ | -------------------------- |
| Hokkaido   | Toshibumi Tanaka   |        | Partit Socialista del Japó | Toshibumi Tanaka   |        | Partit Socialista del Japó |
| Iwate      | Kenkichi Kokubun   |        | Grangers d'Iwate           | Kenkichi Kokubun   |        | Grangers d'Iwate           |
| Akita      | Kōsaku Hasuike     |        | Partit Democràtic          | Tokuji Ikeda       |        | Independent                |
| Yamagata   | Michio Murayama    |        | Independent                | Michio Murayama    |        | Independent                |
| Ibaraki    | Yōji Tomosue       |        | Independent                | Yōji Tomosue       |        | Independent                |
| Tochigi    | Jūkichi Kodaira    |        | PLJ-PPJ                    | Jūkichi Kodaira    |        | Partit Liberal             |
| Tòquio     | Seiichirō Yasui    |        | Independent                | Seiichirō Yasui    |        | Independent                |
| Kanagawa   | Iwatarō Uchiyama   |        | Independent                | Iwatarō Uchiyama   |        | Independent                |
| Yamanashi  | Katsuyasu Yoshie   |        | Independent                | Hisashi Amano      |        | Independent                |
| Niigata    | Shōhei Okada       |        | Independent                | Shōhei Okada       |        | Independent                |
| Nagano     | Torao Hayashi      |        | Partit Socialista del Japó | Torao Hayashi      |        | Partit Socialista del Japó |
| Ishikawa   | Wakio Shibano      |        | Independent                | Wakio Shibano      |        | Independent                |
| Fukui      | Harukazu Obata     |        | Independent                | Harukazu Obata     |        | Independent                |
| Shizuoka   | Takeji Kobayashi   |        | Independent                | Toshio Saitō       |        | Independent                |
| Aichi      | Hideo Aoyagi       |        | Independent                | Mikine Kuwahara    |        | Independent                |
| Mie        | Masaru Aoki        |        | Independent                | Masaru Aoki        |        | Independent                |
| Osaka      | Bunzō Akama        |        | Partit Liberal del Japó    | Bunzō Akama        |        | Partit Liberal             |
| Shiga      | Iwakichi Hattori   |        | Partit Liberal del Japó    | Iwakichi Hattori   |        | Partit Liberal             |
| Nara       | Mansaku Nomura     |        | Independent                | Ryōzō Okuda        |        | Independent                |
| Wakayama   | Shinji Ono         |        | Partit Liberal del Japó    | Shinji Ono         |        | Independent                |
| Hyogo      | Sachio Kishida     |        | Societat Civil de Hyogo    | Sachio Kishida     |        | Independent                |
| Okayama    | Hirokichi Nishioka |        | Independent                | Yukiharu Miki      |        | Independent                |
| Tottori    | Aiji Nishio        |        | Independent                | Aiji Nishio        |        | Independent                |
| Shimane    | Fujirō Hara        |        | Partit Democràtic          | Yasuo Tsunematsu   |        | Independent                |
| Yamaguchi  | Tatsuo Tanaka      |        | Independent                | Tatsuo Tanaka      |        | Independent                |
| Tokushima  | Gorō Abe           |        | Partit Socialista del Japó | Kuniichi Abe       |        | Partit Liberal             |
| Ehime      | Shigetomi Aoki     |        | Partit Democràtic d'Ehime  | Sadatake Hisamatsu |        | Independent                |
| Fukuoka    | Katsuji Sugimoto   |        | Partit Socialista del Japó | Katsuji Sugimoto   |        | Partit Socialista del Japó |
| Saga       | Genichi Okimura    |        | Independent                | Naotsugu Nabeshima |        | Independent                |
| Nagasaki   | Sōjirō Sugiyama    |        | Partit Socialista del Japó | Takejirō Nishioka  |        | Partit Liberal             |
| Oita       | Tokuju Hosoda      |        | Independent                | Tokuju Hosoda      |        | Independent                |
| Kumamoto   | Saburō Sakurai     |        | Independent                | Saburō Sakurai     |        | Independent                |
| Miyazaki   | Tadao Annaka       |        | Independent                | Nagshige Tanaka    |        | Independent                |
| Kagoshima  | Kaku Shigenari     |        | Independent                | Kaku Shigenari     |        | Independent                |

### Assemblees prefecturals
Degut a la mancança de dades d'aquestes eleccions, només es pot oferir els resultats en nombre de diputats electes en totes les assemblees prefecturals per candidatura:
| Partits | Partits                                      | Vots       | %    | Diputats |
| ------- | -------------------------------------------- | ---------- | ---- | -------- |
|         | Partit Liberal (PL)                          | 13.570.081 | 37,9 | 1074     |
|         | Independents (IND)                           | 10.681.441 | 29,8 | 793      |
|         | Partit Socialista del Japó (PSJ)             | 5.497.626  | 15,3 | 334      |
|         | Partit Nacional Democràtic (PND)             | 3.869.334  | 10,8 | 285      |
|         | Partits locals                               | 1.202.134  | 3,4  | 93       |
|         | Partit Cooperatiu dels Pagesos (PCP)         | 508.932    | 1,4  | 22       |
|         | Partit Comunista del Japó (PCJ)              | 311.975    | 0,9  | 6        |
|         | Partit dels Pagesos i els Treballadors (PPT) | 123.456    | 0,3  | 6        |
|         | Partit Socialdemòcrata (PSD)                 | 80.792     | 0,2  | 3        |